# Atomska formula
U matematičkoj logici, atomska formula (ili, jednostavnije, atom) je formula bez dubljeg propozicijskog značaja, to jest, formula koja ne sadrži logičke veznike ili, ekvivalentno, formula koja nema strogih podformula. Atomi su, stoga, najjednostavnije dobro definirane logičke formule. Složene formule formiraju se kombiniranjem atomskih formula pomoću logičkih veznika.
Točan oblik atomskih formula ovisi o promatranoj logici; tako na primjer, u računu sudova (propozicijskoj logici) atomske formule su propozicijske varijable. U predikatnoj logici, atomi su simboli predikata i njihovi argumenti, gdje je svaki argument term.

## Atomske formule u logici prvog reda
Dobro definirani termovi i propozicije logike prvog reda imaju sljedeću sintaksu:

### Termovi
- {\displaystyle t\equiv c\ |\ x\ |\ f(t_{1},...,t_{n})},

Term je rekurzivno definirana konstanta c, varijabla x ili bilo koja n-arna funckija f čiji su argumenti termovi tk. Funkcija preslikava n-torke objekata u objekte.

### Propozicije
- {\displaystyle A,B,...\equiv P(t_{1},...,t_{n})\ |\ A\wedge B\ |\top |\ A\vee B\ |\perp |\ A\supset B\ |\ \forall x.A\ |\ \exists x.\ A},

Propozicija je rekurzivno definirana kao n-aran predikat čiji argumenti su termovi tk tj. izraz tvoren logičkim veznicima ({\displaystyle \land ,\lor }) i kvantifikatorima ({\displaystyle \forall ,\exists }) korištenih uz druge propozicije.
Atomska formula ili atom' je jednostavno predikat primijenjen na n-torke termova, to jest, atomska formula je formula izgleda P (t1, ..., tn), za predikat P i tk termova.
Sve ostale dobro definirane formule se tvore kombiniranjem atoma pomoću logičkih veznika i kvantifikatora.
Na primjer, formula ∀x. P (x) ∧ ∃y. Q (y, f (x)) ∨ ∃z. R (z) sadrži atome
- {\displaystyle P(x)}
- {\displaystyle Q(y,f(x))}
- {\displaystyle R(z)}

Kada su svi termovi u atomu osnovni termovi, atom se zove osnovni atom ili osnovni predikat.